# Atacama Submillimeter Telescope Experiment

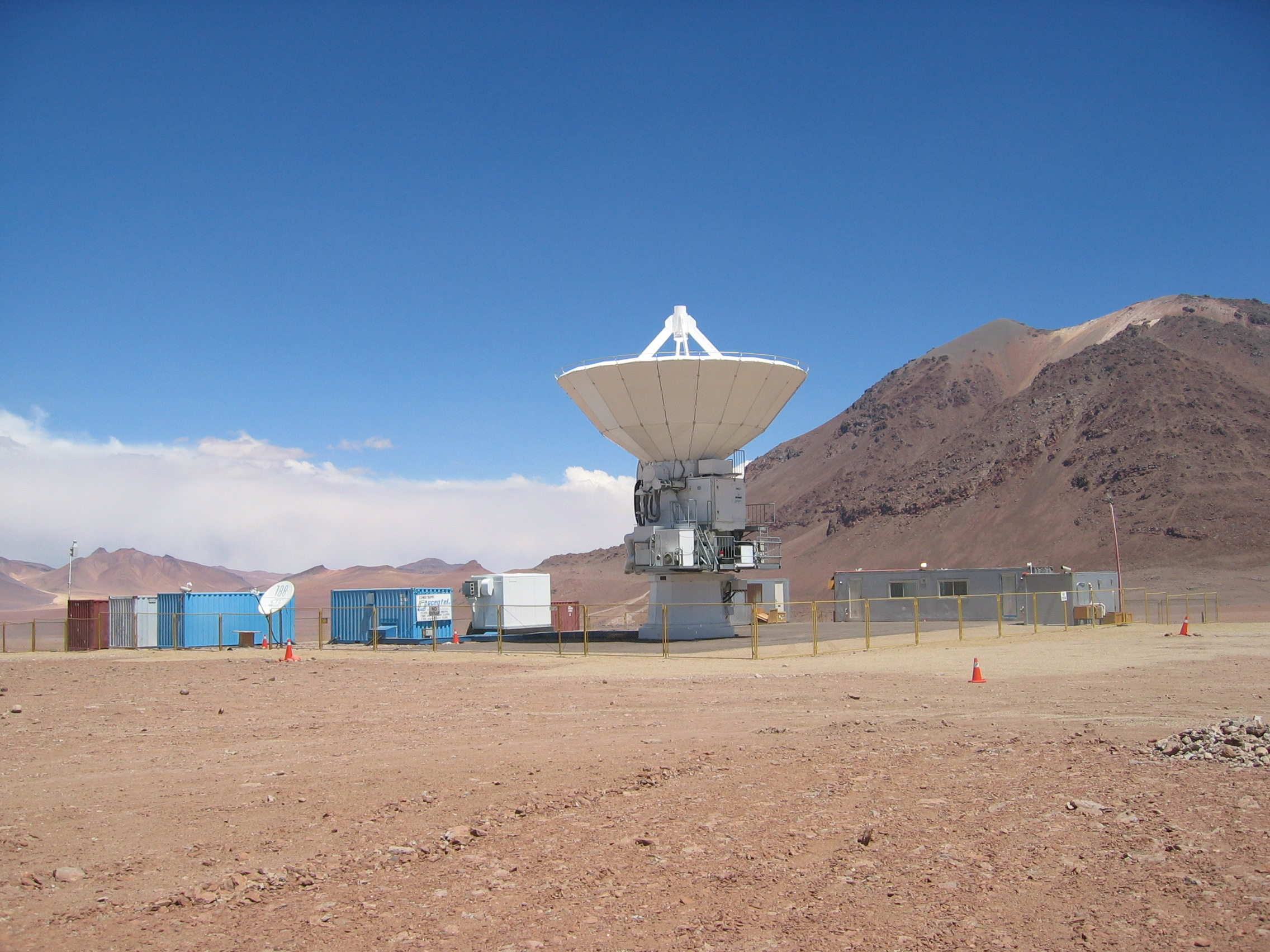
Station und Antenne des ASTE

Das Atacama Submillimeter Telescope Experiment ASTE ist ein Radioteleskop für den Submillimeterbereich. 
Das ASTE-Teleskop mit 10 m Antennendurchmesser und hochgenauer Reflektorfläche wurde von Mitsubishi Electric als Vorentwurf einer Antenne für das Atacama Large Millimeter Array ALMA gebaut. Es ist seit 2004 als Einzelteleskop für Frequenzen bis zu 900 GHz in der Pampa La Bola in 4860 m Höhe in der Nähe des ALMA-Standorts in Chile in Betrieb. ASTE ist ein Projekt des National Astronomical Observatory of Japan, mehrerer japanischer Universitäten und der Universidad de Chile.